# 후지모토 유키미
후지모토 유키미(일본어: 藤本有紀美1992년 4월 11일~)는 일본 여성 아이돌 그룹인 파스포의 멤버이다. 애칭은 윳키(ゆっきぃ)이다.